# Heteronarce mollis
Heteronarce mollis is een vissensoort uit de familie van de sluimerroggen (Narkidae). De wetenschappelijke naam van de soort is voor het eerst geldig gepubliceerd in 1907 door Lloyd.